# 猟色!餓狼のえじき
『猟色!餓狼のえじき』（りょうしょく!がろうのえじき、英: The Adult Version of Jekyll & Hide）は、1972年のアメリカ合衆国のエロティック犯罪映画。リー・レイモンド（L・レイ・モンド名義）が監督、ジョン・バーナム（ジャック・バドリナー名義）、ジェーン・ツェンタス、ローリー・ローズ（ジェニファー・ブルックス名義）、レネ・ボンドが出演。

## ストーリー
スティーヴンソンの『ジキル博士とハイド氏』に着想を得てはいるが、全く別物のストーリー展開である。
独身の開業医クリス・リーダー（バーナム）は、婚約者のシンシア（ローズ）がいながら看護士のデビー（ボンド）にも手を出す好色な男。ある日、シンシアと立ち寄った雑貨店で偶然『ジキル博士の日記』と言う本を見付ける。その夜1人で再訪したリーダーは売り物では無いと言う店主の言葉に何故か理性を失うほど逆上し、店主を殺害して本を奪ってしまう。本に書かれていた処方に従った薬品を飲んでみると、予想通り悪魔のような男ハイドに変身する。早速、街娼を引っ掛け部屋に連れ込むと、全裸になってベッドに横たわる街娼をいきなり激しく鞭打った。失神した女をベッドに縛り付けて犯し、暖炉で燃え盛る火かき棒を女に挿入して惨殺した。
再度処方を試してみると調合が違ったのか、今度は美しい女性のハイド（ツェンタス）に変身した。シンシアにも聞き込みをしていた店主の殺害事件を担当する刑事（ファレス）が、リーダーの身辺捜査中に自室で女性化した全裸のハイドを目撃してしまう。電話でシンシアに詰問されても、言い訳のしようが無いリーダー。 苛立つリーダーは男のハイドに変身して夜の街を徘徊し、部屋でオナニーに耽る女性（マクダウェル）を見付けて覗き見する。その後、窓から侵入して縛り上げて犯し、最後には鈍器で執拗に殴打して撲殺する。
刑事がデビーにも接触してきて身辺に危機が迫っていることを感じたリーダーは、「男」としての自分は身を隠すことにして再びミス・ハイドに変身する。性別が女性になってもデビーへの欲求が消えないので、ミス・ハイドは自分がバイセクシャルであることを知る。デビーとのレズビアン行為を楽しんだ後、休暇中の船員（ブライトマン）を誘惑する。性別が替わってもハイドの残虐性は変わらず、性行為を堪能した後に2回戦に臨もうとする船員の陰茎をメスで切断。彼も犠牲者となった。ラストでは刑事とシンシアを殺害しようとするが果たせず、自滅して転落死する。2人は女性の姿で転落しながら、元の姿で死んでいるリーダーを目撃した。

## キャスト
- ジョン・バーナム（ジャック・バドリナー名義）：クリス・リーダー
- ジェーン・ツェンタス：ミス・ハイド
- ローリー・ローズ（ジェニファー・ブルックス名義）：シンシア・カーソン
- レネ・ボンド：デビー
- リンダ・ヨーク：街娼
- ノーマン・フィールド（ハリー・シュウォーツ名義）：店主
- ジュード・ファレス：刑事
- ブルース・ブライトマン：船員
- リンダ・マクダウェル：覗かれる女性